# Yevgeni Safonov
Yevgeni Safonov (en ruso: Евгений Сафонов; Taskent, RSS de Uzbekistán, 6 de julio de 1977) es un exfutbolista de Uzbekistán que jugaba en la posición de guardameta.

## Carrera

### Club
| Periodo   | Club                      |
| --------- | ------------------------- |
| 1996-1997 | FC Dustlik                |
| 1998-1999 | FK Samarqand-Dinamo       |
| 2000-2006 | FC Shinnik Yaroslavl      |
| 2007      | FC Ural Sverdlovsk Oblast |
| 2008      | FC Ryazan                 |
| 2008      | FC Megasport              |
| 2011-2012 | FK Samarqand-Dinamo       |

### Selección nacional
Jugó para Uzbekistán en 29 ocasiones de 1999 a 2006 y participó en la Copa Asiática 2004.

## Logros
- Primera División de Rusia (1): 2001